# Jürg Studer
Jürg Studer (ur. 8 września 1966 w Rüttenen) – piłkarz szwajcarski grający na pozycji środkowego obrońcy lub defensywnego pomocnika.

## Kariera klubowa
Karierę piłkarską Studer rozpoczął w klubie FC Solothurn. W 1984 roku zadebiutował w jego barwach w szwajcarskiej drugiej lidze. W klubie tym grał dwa sezony i w 1986 roku odszedł do pierwszoligowego FC Zürich. W Zurychu na ogół był zawodnikiem wyjściowej jedenastki i rozegrał pełne trzy sezony. W sezonie 1989/1990 reprezentował barwy FC Aarau, któremu pomógł w utrzymaniu w lidze. Następnie odszedł do Lausanne Sports. Podstawowym obrońcą klubu z Lozanny był przez trzy sezony, ale nie osiągnął z nim większych sukcesów. W 1993 roku wrócił do FC Zürich i tym razem przez cztery lata grał w koszulce tego klubu. W 1997 roku przeszedł do stołecznego BSC Young Boys, a w 1999 roku ponownie został piłkarzem klubu FC Solothurn. W 2001 roku zakończył w jego barwach swoją sportową karierę. Liczył sobie wówczas 35 lat.

## Kariera reprezentacyjna
W reprezentacji Szwajcarii Studer zadebiutował 28 kwietnia 1992 roku w przegranym 0:2 towarzyskim meczu z Bułgarią. W 1994 roku został powołany przez selekcjonera Roya Hodgsona do kadry na Mistrzostwa Świata w Stanach Zjednoczonych. Tam jednak był rezerwowym i rozegrał tylko jedno spotkanie (w 1/8 finału), przegrane 0:3 z Hiszpanią. Był to jego ostatni mecz w kadrze narodowej. Łącznie rozegrał w niej 5 spotkań.